# Munida spicae
Munida spicae is een tienpotigensoort uit de familie van de Munididae. De wetenschappelijke naam van de soort is voor het eerst geldig gepubliceerd in 2002 door Macpherson & De Saint Laurent; het verwijst naar Spica (α Virginis), een van de sterren in het sterrenbeeld Maagd (Virgo).